# Сесиль де Родез
Сесиль де Родез (Cécile de Rodez) (р. ок. 1272, ум. 1313) — графиня Родеза с 1304, последняя представительница династии Мийо-Родез.
Дочь Генриха II Родезского и Маскарозы де Комменж.
Генрих II в завещании разделил свои владения между дочерьми:
- Изабелла (старшая) — виконтство Карла,
- Вальпурга (вторая дочь) — баронии Рокфойль, виконтство Крейсель, сеньории Монтеферрат и Корню,
- Беатрикс (младшая) — баронии Эскорайль и Сен-Кристофор, сеньория Тор
- Сесиль (третья из четверых) — графство Родез.

Однако сёстры Сесиль, а позднее их наследники пытались оспорить завещание, на основании того, что графство Родез приносило 18 тысяч ливров ренты, что превышало доход от остальных владений их отца. Это привело к многочисленным судебным тяжбам. Окончательно процесс закончится только в 1399 году.
В 1298 г. Сесиль вышла замуж за Бернара VI (ум. 1319), графа д’Арманьяка. Дети:
- Жан I, граф Арманьяка, Фезансака и Родеза
- Мата (ум. 1364), жена Бернара-Эзи V д’Альбре
- Изабо, дама де Бера.